# Erwin Ringel
Erwin Ringel (* 27. April 1921 in Timișoara, Königreich Rumänien; † 28. Juli 1994 in Bad Kleinkirchheim, Kärnten) war ein österreichischer Arzt und Vertreter der Individualpsychologie.
Ringel war Facharzt für Psychiatrie und Neurologie sowie Suizidforscher. Erwin Ringel baute 1948 das weltweit erste Suizidpräventionszentrum in Wien auf. 1954 wurde er Leiter der frauenpsychiatrischen Station in Wien und gründete hier die erste psychosomatische Station in Österreich.
Erwin Ringel veröffentlichte etwa 600 Arbeiten, darunter 20 Bücher. Seine wichtigsten Themen waren: Selbstmordverhütung, Psychosomatik, Neurosenlehre, Sozialpsychologie, tiefenpsychologische Aspekte von Kunst, Religion und Gesellschaftspolitik.

## Leben und Wirken

### Jugend und Ausbildung
Am 27. April 1921 wurde Erwin Ringel in Timișoara geboren. Die Eltern lebten zwar in Hollabrunn, doch den damaligen Gepflogenheiten entsprechend fuhr seine Mutter in ihr Elternhaus nach Temeswar (Timișoara) zur Entbindung. Die ersten Lebensjahre verbrachte er in Hollabrunn.

„Eine lange bedeutsame Periode meines Lebens war, dass ich unter sehr glücklichen Bedingungen aufgewachsen bin, dass meine Eltern eine wunderbare Ehe geführt haben, und was besonders ins Gewicht fällt, mir sehr viel von ihren Werten vermittelt haben.“

1926 siedelte die Familie nach Wien in die Annagasse über. Der Vater war als Mittelschullehrer in der Lehrerbildungsanstalt Hegelgasse tätig. Die Nähe zur Wiener Staatsoper und zu den großen Theatern erleichterte es dem überaus neugierigen Kind und Jugendlichen, sich profunde Kenntnisse der Opern- und Theaterliteratur anzueignen. Eines seiner Lieblingsspiele war es, schlagfertig Klassiker zu zitieren. 1931 bis 1939 besuchte er das Akademische Gymnasium. 1939 wurde er für einige Wochen von der Gestapo in Haft genommen, weil er am 8. Oktober 1938 bei der antinationalsozialistischen Großkundgebung am Stephansplatz als Pfarrjugendhelfer mitgearbeitet hatte.
1939 begann er sein Medizinstudium, wurde aber wiederholt von der deutschen Wehrmacht einberufen. In den letzten zwei Kriegsjahren konnte er im Reservelazarett 11 A (Rudolfspital) bereits ärztlich tätig sein.
Anfang 1945 betreute Ringel die von der österreichischen Schauspielerin Dorothea Neff über vier Jahre vor den nationalsozialistischen Institutionen versteckt gehaltene Jüdin Lilli Wolff über mehrere Wochen medizinisch. Ringel wohnte im selben Haus und war von Neff eingeweiht worden.

### Akademische Ausbildung
Nach seiner Promotion im Jahre 1946 wurde Ringel an der Psychiatrischen Universitätsklinik Wien zum Facharzt für Psychiatrie und Neurologie ausgebildet. 1948 erfolgte der Aufbau des ersten Selbstmordverhütungszentrums Europas im Rahmen der Wiener Caritas. Aus dieser „Lebensmüdenfürsorge“ wurde 1975 das von der Kirche unabhängige „Kriseninterventionszentrum“, das heute noch in Wien existiert. Ringel beschrieb 1953 das „Präsuizidale Syndrom“, nachdem er 745 gerettete Selbstmörder untersucht hatte. Dies gilt heute als ein Meilenstein in der Selbstmordforschung.
Von 1953 bis 1964 wurde er von seinem Chef Hans Hoff mit der Leitung der Frauenabteilung an der Psychiatrischen Universitätsklinik Wien betraut. 1954 baute Ringel die erste psychosomatische Station in Österreich auf. Als Vorkämpfer für die psychosomatische Medizin musste er viele Widerstände überwinden. Durch zahlreiche Vorträge hat er in der Bevölkerung wichtige Aufklärungsarbeit geleistet, und auch in der Ärzteschaft erhielt er allmählich für die Psychosomatik Akzeptanz. Seit 1987 können Ärzte durch eine spezielle Ausbildung in Psychosomatik das „Diplom für psychosomatische Medizin“ erhalten.
Ringel gründete 1960 die „Internationale Vereinigung für Selbstmordverhütung“ (IASP). Er wurde deren erster Präsident bis 1969 und später Ehrenpräsident. Heute gehören der IASP mehr als 50 Länder an. In den USA nannte man Erwin Ringel liebevoll „Mr. Suizid“.
Ab 1960 baute Ringel gemeinsam mit Walter Spiel und Kurt Baumgärtl den Österreichischen Verein für Individualpsychologie, der infolge des Verbots der Individualpsychologie im Dritten Reich auf wenige Mitglieder zusammengeschrumpft war, wieder neu auf. Von 1960 bis 1988 war er Präsident dieses Vereins. Auf Veranlassung seines Schülers und Mitarbeiters Gernot Sonneck begann Ringel sich systematisch um die Ausbildung junger Individualpsychologen zu kümmern. Heute ist der „Österreichische Verein für Individualpsychologie“ eine bedeutende tiefenpsychologische Schule. Eine seiner wichtigen Aufgaben sah Erwin Ringel auch darin, die „Freudianer“ mit den „Adlerianern“ zu versöhnen.
1962 erreichte Ringel die Habilitation. Im selben Jahr wurde ihm der Karl-Renner-Preis der Stadt Wien für seine Verdienste in der Selbstmordverhütung verliehen. 1968 wurde er zum außerordentlichen Professor an der Universität Wien ernannt. Ringel war 1971 Gründungsmitglied des Internationalen Kollegiums für Psychosomatik. 1978 gründete er die Österreichische Gesellschaft für klinische psychosomatische Medizin und wurde zu deren Präsidenten gewählt.
1981 wurde Erwin Ringel zum Ordentlichen Professor für Medizinische Psychologie berufen. Er baute als 60-Jähriger noch einmal etwas Neues auf. Denn das Fach „Medizinische Psychologie“ wurde erst 1981 in das medizinische Curriculum aufgenommen. Er war ein enthusiastischer Lehrer, der auch so manche seiner Studenten begeistern konnte. Er hatte endlich die Möglichkeit, zu allen Medizinstudenten über die Wichtigkeit der seelischen Befindlichkeit der kranken Menschen und über die Bedeutung der Arzt-Patienten-Beziehung zu sprechen. Er war Institutsvorstand bis zu seiner Emeritierung 1991.

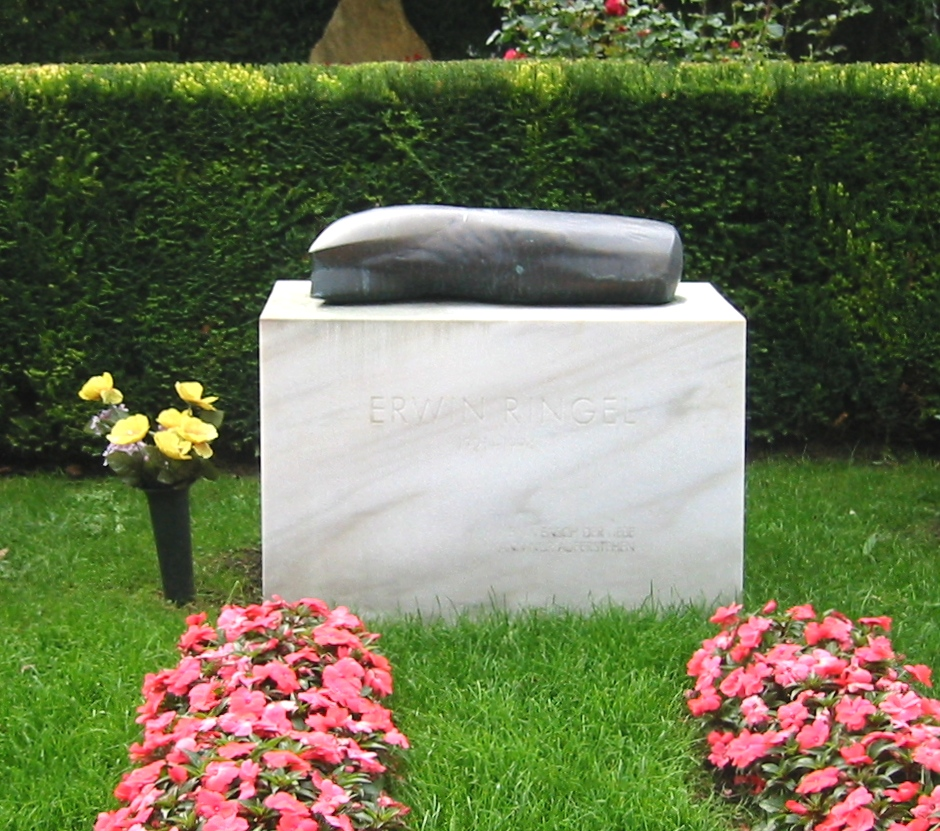
Ehrengrab von Erwin Ringel auf dem Wiener Zentralfriedhof

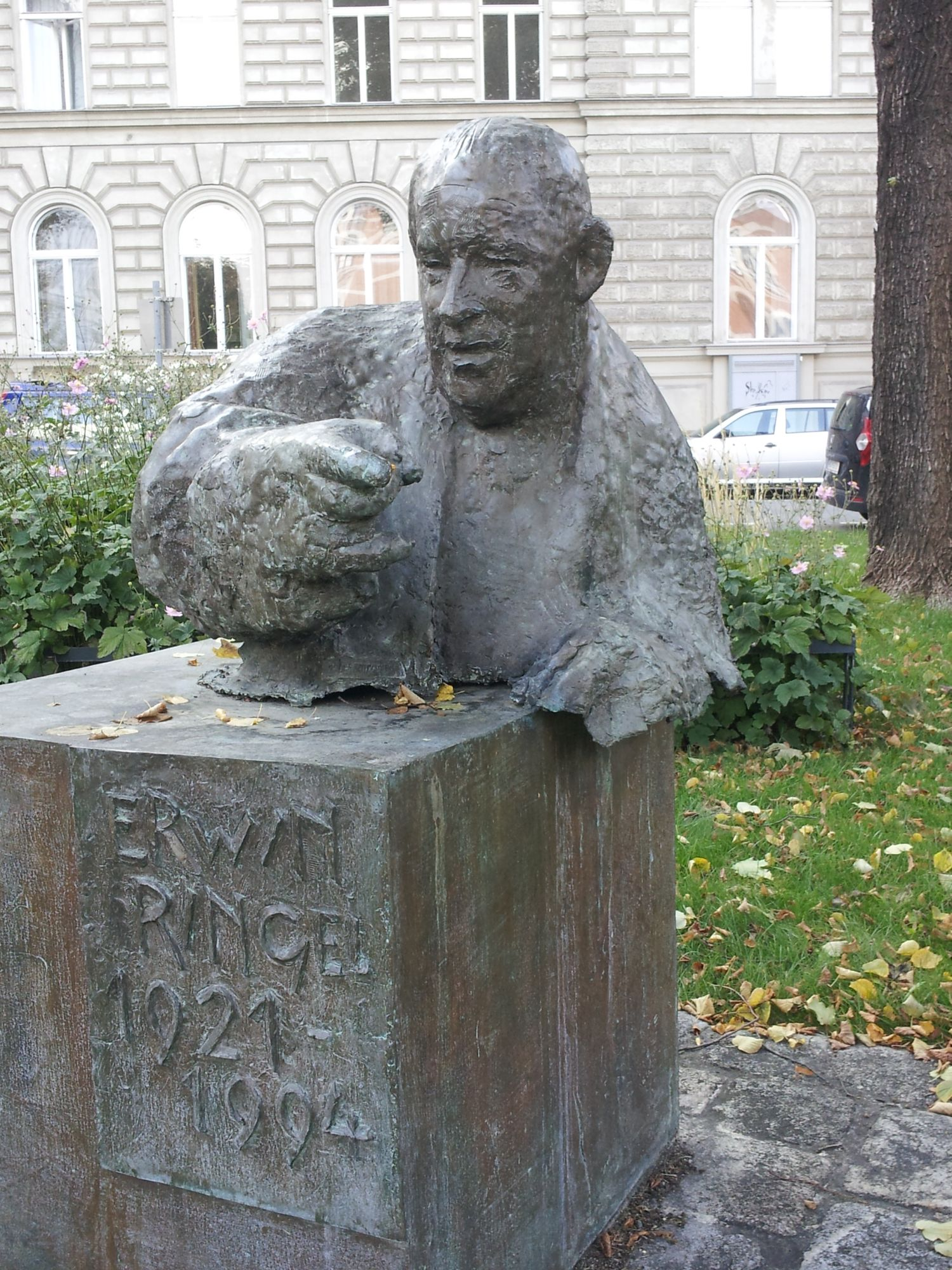
Denkmal für Erwin Ringel von Josef Zenzmaier am Schlickplatz in Wien

Von 1984 bis 1994 war Ringel Obmann des Vereins für Bewährungshilfe und Sozialarbeit (VBSA). 1984 brachte sein Buch Die österreichische Seele einen großen medialen Erfolg, aber auch zahlreiche Anfeindungen. In diesem Zusammenhang erhielt er viele Beinamen: von „Seelendoktor der Nation“ bis hin zu „Nestbeschmutzer“.
1986 erhielt Ringel das Österreichische Ehrenkreuz für Wissenschaft und Kunst I. Klasse sowie das Goldene Ehrenzeichen für die Verdienste um das Land Wien. Im Jahre 1987 publizierte er sein Buch „Die ersten Jahre entscheiden“, in dem er auf die Wichtigkeit einer liebevollen und guten Erziehung hinweist. 1991 wurde er zum Bürger der Stadt Wien ernannt.
Insbesondere nach 2012 wurden auch negative Punkte in Ringels Tätigkeit kritisch beleuchtet: Zu Beginn seiner Laufbahn um 1950 verabreichte er dem damaligen Stand der Medizin entsprechend Elektroschocks ohne Narkose. Außerdem war Ringel ab 1952 für etwa zwanzig Jahre lang beratender Psychiater der von Nonnen geführten Justizerziehungsanstalt Wiener Neudorf, in der es zu körperlichen und seelischen Misshandlungen kam.
Am 28. Juli 1994 starb Erwin Ringel in Bad Kleinkirchheim an Herzversagen. Er ist in einem Ehrengrab auf dem Wiener Zentralfriedhof (Gruppe 33 G, Nummer 3) bestattet.
Am 12. Mai 1998 wurde auf Gemeinderatsbeschluss die Parkanlage am Schlickplatz in Erwin-Ringel-Park umbenannt und dort ein von Josef Zenzmaier gestaltetes Denkmal zu Ehren Erwin Ringels aufgestellt.

## Auszeichnungen
- 1961 Karl-Renner-Preis der Stadt Wien für Verdienste um die Selbstmordverhütung
- 1985 Ehrenpräsident der Internationalen Vereinigung zur Selbstmordverhütung
- 1986 Österreichisches Ehrenkreuz für Wissenschaft und Kunst I. Klasse
- 1986 Goldenes Ehrenzeichen für Verdienste um das Land Wien
- 1988 Hans-Prinzhorn-Medaille[6]

## Werke (Auswahl)
- 1953: Der Selbstmord. Abschluß einer krankhaften psychischen Entwicklung. (Wiener Beiträge zur Neurologie und Psychiatrie, Band 3) Wilhelm Maudrich, Wien/Düsseldorf
- 1961: Neue Untersuchungen zum Selbstmordproblem, unter besonderer Berücksichtigung prophylaktischer Gesichtspunkte. Hollinek, Wien (Habilitationsschrift)
- 1969: Selbstmordverhütung.
- 1973: Selbstschädigung durch Neurose: Psychotherapeutische Wege zur Selbstverwirklichung, Klotz, Magdeburg, ISBN 978-3-88074-465-3.
- 1978: Das Leben wegwerfen? Reflexionen über den Selbstmord.
- 1984: Die österreichische Seele. Kremayr & Scheriau, ISBN 978-3-218-00761-0.
- 1985: Religionsverlust durch religiöse Erziehung. Tiefenpsychologische Ursachen und Folgerungen, (gemeinsam mit Alfred Kirchmayr), Verlag Herder, ISBN 978-3-210-24779-3.
- 1986: Zur Gesundung der österreichischen Seele.
- 1987: Die ersten Jahre entscheiden. Jungbrunnen-Verlag, ISBN 978-3-7026-5700-0.
- 1988: Die Kärntner Seele. Hermagoras, ISBN 978-3-85013-732-4.
- 1988: Hilfe durch Psychotherapie. Patienten sehen ihre Behandlung im Rückblick (gemeinsam mit Ulrich Kropiunigg). Facultas, ISBN 3-85076-263-X
- 1990: Unbewußt – höchste Lust. Oper als Spiegel des Lebens. Kremayr & Scheriau, Wien (gemeinsam mit Georg Titscher).
- 1991: Fürchte den anderen wie dich selbst. Gegensätze überwinden. Dokumente · Berichte · Analysen. Bd. 4, Hrsg. Franz Richard Reiter. Ephelant, Wien, ISBN 3-900766-04-5.
- 1992: Machen uns die Medien krank? (gemeinsam mit Reginald Földy) Universitas Verlag, München, ISBN 3-8004-1274-8.